# Ernie Callaghan
Ernie Callaghan (Birmingham, 21 gennaio 1910 – 8 marzo 1972) è stato un calciatore inglese, di ruolo difensore.

## Carriera

### Club
Nasce nei pressi di Birmingham e nel 1930 approda all'Aston Villa, ove totalizza 115 presenze fino all'inizio della seconda guerra mondiale. Al termine del conflitto, ritorna a giocare per una sola stagione prima di ritirarsi.

## Palmarès

### Club

#### Competizioni nazionali
- Second Division: 1

Aston Villa: 1937-1938